# Ferdinand Luigini
Ferdinand Luigini (Orliénas, 5 maggio 1870 – Parigi, 31 gennaio 1943) è stato un pittore e incisore francese.
È figlio del compositore e direttore d'orchestra Alexandre Luigini. Gli è stata conferita la Legion d'onore nel 1911.

## Opere
Ferdinand Luigini ha realizzato i seguenti quadri:
- Portrait di Émile Guimet- 1898;
- Malo les bains[1];
- Paysage de givre[2];
- barques de pêche à Concarneau[3];
- place de Bruxelles[4].

Ferdinand Luigini è anche un famoso incisore di acqueforti e ha realizzato le seguenti stampe:
- Place de Matines ;
- Le Pont gothique ;
- La Rentrée des moutons ;
- Le Canal flamand ;
- Le Halage ;
- Après l'averse ;
- Les grands Ormes ;
- Le Moulin de Griselles ;
- Les Vieilles tanneries.